# الخلل (بني سعد)

تعديل مصدري - تعديل

الخلل هي إحدى قرى عزلة قيهمة بمديرية بني سعد التابعة لمحافظة المحويت، بلغ تعداد سكانها 85 نسمة حسب تعداد اليمن لعام 2004.